# Instituto de Física de Altas Energías
El Instituto de Física de Altas Energías (IFAE, "Institut de Física d'Altes Energies", en catalán) de Barcelona (España) es un consorcio público entre la Generalidad de Cataluña (gobierno de la comunidad autónoma de Cataluña) y la Universidad Autónoma de Barcelona (UAB). Fue creado formalmente el 16 de julio de 1991 por el acta 159/1991 de la Generalidad. Como organización es independiente de la UAB y la Generalitat, tiene sus propios estatutos y Junta de Gobierno. Está localizado en el campus de la UAB en Bellaterra, Barcelona.
El IFAE se dedica a la investigación científica experimental y teórica de frontera en los campos de la física y astrofísica de altas energías. El instituto hace especial énfasis en los desarrollos tecnológicos asociados a esta investigación.

## Proyectos actuales
- La construcción del detector, el desarrollo de algoritmos y la simulación de Monte Carlo para el experimento ATLAS en el Gran Colisionador Hadrónico (Large Hadron Collider, LHC) del Centro Europeo para la Investigación Nuclear (Organisation Européenne pour la Recherche Nucléaire, CERN).
- La construcción y operación del telescopio MAGIC, un telescopio Cherenkov de rayos gamma de alta energía localizado en las Islas Canarias, España.
- El diseño y construcción del Cherenkov Telescope Array, una matriz de telescopios diez veces más sensible que MAGIC.
- Desarrollo de un innovador detector de rayos X con usos médicos.
- Análisis de datos para el experimento de neutrinos T2K.
- Desarrollo de detectores del tipo cámara de proyección temporal (TPC) usando tecnologías innovadoras como la electroluminiscencia y MicroMegas.
- La construcción del experimento de cosmología observacional DES (Dark Energy Survey).
- Numerosos proyectos de Física de partículas teórica.